# SMS Sachsen (1916)
SMS Sachsen – niemiecki pancernik typu Bayern z okresu I wojny światowej. Został zwodowany, ale nie został ukończony i włączony do służby w Kaiserliche Marine.
"Sachsen" został zaprojektowany jako trzeci okręt typu Bayern i 44 pancernik Niemieckiej Marynarki. Budowa rozpoczęła się w stoczni Germaniawerft w Kilonii i okręt został zwodowany 21 listopada 1916. Budowa nigdy nie została ukończona i SMS "Sachsen" nigdy nie dołączył do dwóch pierwszych okrętów swojego typu, które weszły do służby. Po I wojnie światowej okręt został złomowany przy pirsie w 1922 roku.